# Marcus Danielson
Marcus Andreas Danielson (Eskilstuna, Södermanland, Suecia, 8 de abril de 1989) es un futbolista sueco. Juega de defensa y su equipo es el Djurgårdens IF de la Allsvenskan. Es internacional absoluto con la selección de Suecia desde el año 2019.

## Selección nacional
A los 30 años, Danielson fue llamado el 7 de octubre de 2019 para formar parte de la selección de Suecia por los encuentros contra Malta y España, correspondientes a la clasificación para la Eurocopa 2020, como reemplazo del lesionado Pontus Jansson. Anotó un gol a los 10 minutos en su debut ante Malta; fue victoria sueca por 4-0.

## Clubes
| Club             | País   | Año       |
| ---------------- | ------ | --------- |
| Skogstorps GoIF  | Suecia | 2005      |
| IFK Eskilstuna   | Suecia | 2006-2007 |
| Helsingborgs IF  | Suecia | 2007-2009 |
| Västerås SK      | Suecia | 2009-2012 |
| GIF Sundsvall    | Suecia | 2012-2017 |
| Djurgårdens IF   | Suecia | 2018-2020 |
| Dalian Pro F. C. | China  | 2020-2022 |
| Djurgårdens IF   | Suecia | 2022-     |

## Palmarés

### Títulos nacionales
| Título         | Club           | País   | Año     |
| -------------- | -------------- | ------ | ------- |
| Copa de Suecia | Djurgårdens IF | Suecia | 2017-18 |
| Allsvenskan    | Djurgårdens IF | Suecia | 2019    |